# Майбалик (Магжана Жумабаєва район)
Майбали́к (каз. Майбалық) — село у складі району Магжана Жумабаєва Північноказахстанської області Казахстану. Входить до складу Таманського сільського округу.
Населення — 235 осіб (2021; 411 у 2009, 599 у 1999, 1007 у 1989).
Національний склад станом на 1989 рік:
- росіяни — 43 %
- казахи — 26 %.